# Rolf Schumacher (Diplomat)
Rolf Schumacher (* 21. Oktober 1943 in Duisburg) ist ein deutscher Diplomat. Er war von 2003 bis 2008 Botschafter der Bundesrepublik Deutschland in Argentinien.

## Leben
Nach dem Studium der Indologie, Romanistik und islamischen Philologie, das er 1975 mit der Promotion zum Dr. phil. abschloss, war er bis 1976 wissenschaftlicher Angestellter an der Universität Kiel. Nach dem Eintritt in den Auswärtigen Dienst 1976 folgten Auslandsverwendungen an den Botschaften im Iran und in Thailand sowie an der Ständigen Vertretung der Bundesrepublik Deutschland bei der NATO in Brüssel. Dazwischen arbeitete Dr. Schumacher als Referent in der Politischen Abteilung des Auswärtigen Amtes.
Von 1990 bis 1993 war er stellvertretender Leiter des NATO-Referats in der Politischen Abteilung des Auswärtigen Amtes. Zwischen 1993 und 1994 war er Ständiger Vertreter des Botschafters in Algerien sowie anschließend bis 1997 Ständiger Vertreter des Botschafters in Marokko. Nach einer kurzen Verwendung als Referatsleiter im Bundespräsidialamt war er von 1997 bis 1999 Leiter des NATO-Referats in der Politischen Abteilung, dann Leiter der Unterabteilung Nordamerika und Internationale Sicherheitspolitik sowie zuletzt 2001 bis 2003 stellvertretender Leiter der Politischen Abteilung des Auswärtigen Amtes, ehe er nach Buenos Aires wechselte.

## Weblink
- Deutsche Botschaft in Buenos Aires

| Personendaten    | Personendaten      |
| ---------------- | ------------------ |
| NAME             | Schumacher, Rolf   |
| KURZBESCHREIBUNG | deutscher Diplomat |
| GEBURTSDATUM     | 21. Oktober 1943   |
| GEBURTSORT       | Duisburg           |